# Bavaro

Bavaro  est une localité située sur la côte nord-est de la République dominicaine, faisant partie de la municipalité de Punta Cana dans la province de La Altagracia, donnant sur l'océan Atlantique. Bavaro a de très longues plages de sable blanc, plantées de cocotiers, et protégées par une barrière de corail, dont Playa Arena Gorda, Playa Arena Blanca, Playa Cortecito et Playa Bavaro.
La zone est très touristique et une bonne centaine d'hôtels, résidences hôtelières, apparthôtels à destination des touristes occidentaux s'alignent le long de la plage. Beaucoup fonctionnent selon le principe du all inclusive, le tout compris typique de la République dominicaine, chaque hôtel reconnaissant ses clients grâce à des bracelets de couleurs.

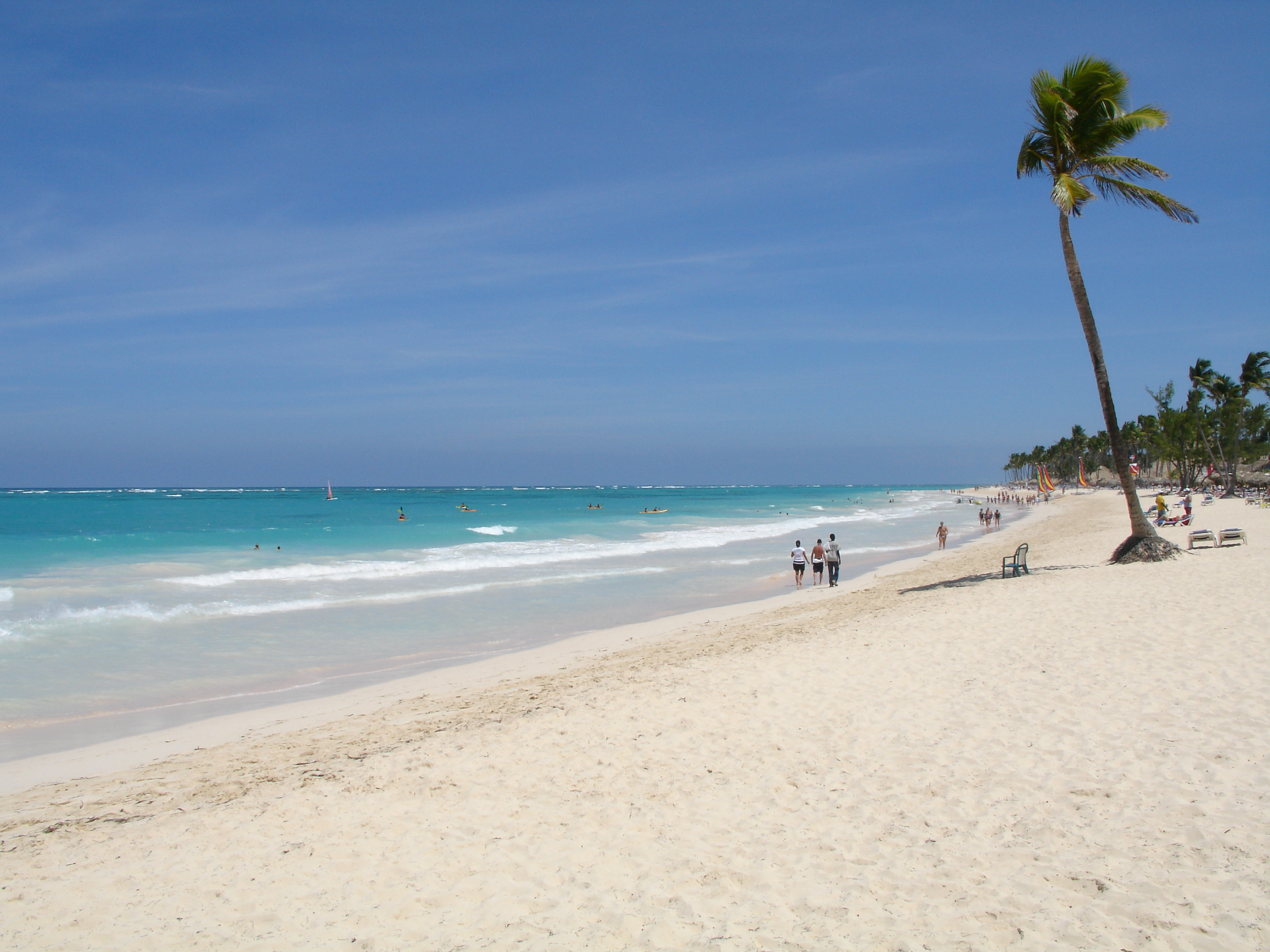
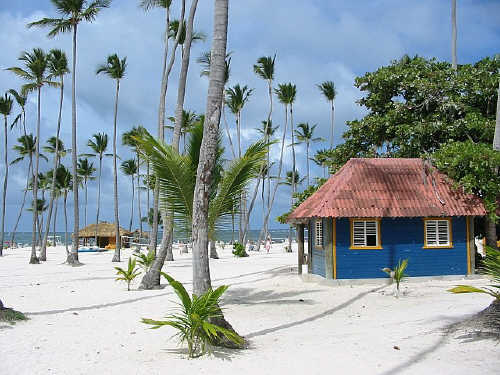